# IC 3788
IC 3788 је спирална галаксија у сазвјежђу Береникина коса која се налази на листи објеката дубоког неба у Индекс каталогу.
Деклинација објекта је + 18° 52' 5" а ректасцензија 12h 48m 7,3s. Привидна величина (магнитуда) објекта IC 3788 износи 16,7 а фотографска магнитуда 17,5. IC 3788 је још познат и под ознакама MCG 3-33-5, PGC 43220.